# 859 Bouzaréah
858 Bouzaréah este o planetă minoră ce orbitează Soarele, în centura principală. Obiectul a fost descoperit de astronomul francez Frédéric Sy, la Observatorul din Alger, în data de 2 octombrie 1916. Desemnarea sa provizorie era 1916 c.

## Caracteristici
Asteroidul are diametrul mediu de circa 73,97 km. Prezintă o orbită caracterizată de o semiaxă majoră egală cu 3,2310221 u.a. și de o excentricitate de 0,1046660, înclinată cu 13,51502° în raport cu ecliptica.

## Denumire
Numele obiectului este un omagiu localității algeriene din apropierea Algerului, unde se află Observatorul din Alger.